# Bobby Hurley
Robert Matthew "Bobby" Hurley (Jersey City, Nueva Jersey, 28 de junio de 1971) es un exjugador y entrenador de baloncesto estadounidense que disputó cinco temporadas en la NBA, debiendo dejar prematuramente el baloncesto en activo a causa de una lesión automovilística. Con 1,83 metros de altura jugaba en la posición de base. En la actualidad es entrenador principal de la Universidad de Arizona State.

## Trayectoria deportiva

### Universidad
En su último año de instituto, ganó junto a Shaquille O'Neal el Premio John R. Wooden al MVP del McDonald's All-American Team, tras dar 10 asistencias en la final. Fue el base titular de la Universidad de Duke entre 1989 y 1993. fue elegido en el primer equipo All-American en 1993, y llevó a su equipo a ganar el Campeonato de la NCAA en dos años consecutivos, en 1991 y 1992, ganando ese último año el premio al mejor jugador de la Final Four. Todavía conserva el récord de más Asistencias de la historia de la competición universitaria, con 1076, y el de más asistencias en un partido de la Universidad de Duke, con 16, contra Florida State, el 24 de febrero de 1993.
Su camiseta con el número 11 fue retirada por los Blue Devils como homenaje a su trayectoria en 1993.

### Profesional
Fue elegido en séptima posición del Draft de la NBA de 1993 por Sacramento Kings. Pocas semanas después de comenzar su andadura profesional, el 12 de diciembre de 1993 sufrió un grave accidente automovilístico cuando su pickup fue arrollada por el coche de Daniel Wieland, un pintor de 37 años de edad. Hurley no llevaba puesto su cinturón de seguridad, y sufrió lesiones crónicas. A pesar de ello, regresó a las canchas a comienzos de la temporada 1993-94, pero se vio relegado al banquillo, y su aportación bajó considerablemente, jugando poco más de 15 minutos por partido.
Tras 4 temporadas y media con los Kings, fue traspasado a Vancouver Grizzlies en 1998, donde se retiraría al finalizar la temporada, arrastrando sus lesiones, con 26 años de edad. En el total de su carrera profesional promedió 3,8 puntos y 3,3 asistencias por partido.

### Entrenador
En 2003 ejerció como ojeador de Philadelphia 76ers.
Desde el año 2010 empezó a entrenar en la NCAA, primero como asistente y luego como entrenador principal de la Universidad de Buffalo (2013-2015).
Desde 2015, es entrenador principal de la Universidad Estatal de Arizona.

## Vida personal
Su padre es el exentrenador de baloncesto Bob Hurley, miembro del Basketball Hall of Fame y uno de los más destacados entrenadores de high school de los Estados Unidos. Entrenó desde 1972 hasta 2017 al equipo de los Saint Anthony's High School por lo que, en su etapa de jugador de instituto, Bobby fue entrenado por su padre.
En 1994 apareció en la película Blue Chips, interpretando el papel de un jugador de Indiana Hoosiers a las órdenes de Bobby Knight.
Tras retirarse en 1998, Hurley comenzó a interesarse por los purasangre, convirtiéndose en propietario y criador de esos caballos. Un caballo suyo, llamado Songandaprayer, ganó en 2001 la carrera Fountain of Youth Stakes, dotada con 350.000 dólares en premios.